# Ikland
Ikland (románul Icland) falu Romániában Maros megyében. Közigazgatásilag Nagyernye községhez tartozik.

## Fekvése
Marosvásárhelytől 12 km-re északkeletre a Káli-patak völgyében fekszik.

## Nevének eredete
A hagyomány szerint egy bátor székely asszonyról, Ikláról és a település lelkészéről, Kapanámról nevezték el Kappan-Iklandnak.

## Története
A hagyomány szerint a falu egykor nem a jelenlegi helyén, hanem a Domb nevű helyen állt, ahol régi cserepek kerültek elő. A barátok kertben egykor kolostor állhatott Kappan pap vezetésével. A falunak 1643-ban már iskolája is volt. 1910-ben 377 lakosa volt, melyből 368 magyar. A trianoni békeszerződésig Maros-Torda vármegye járásához tartozott. 1992-ben 318 lakosából 230 magyar, 58 cigány és 30 román volt.

## Látnivalók
- Unitárius temploma a 19. század középén épült, a falu középén áll.
- Vele szemben áll az 1898 és 1904 között épült református templom.

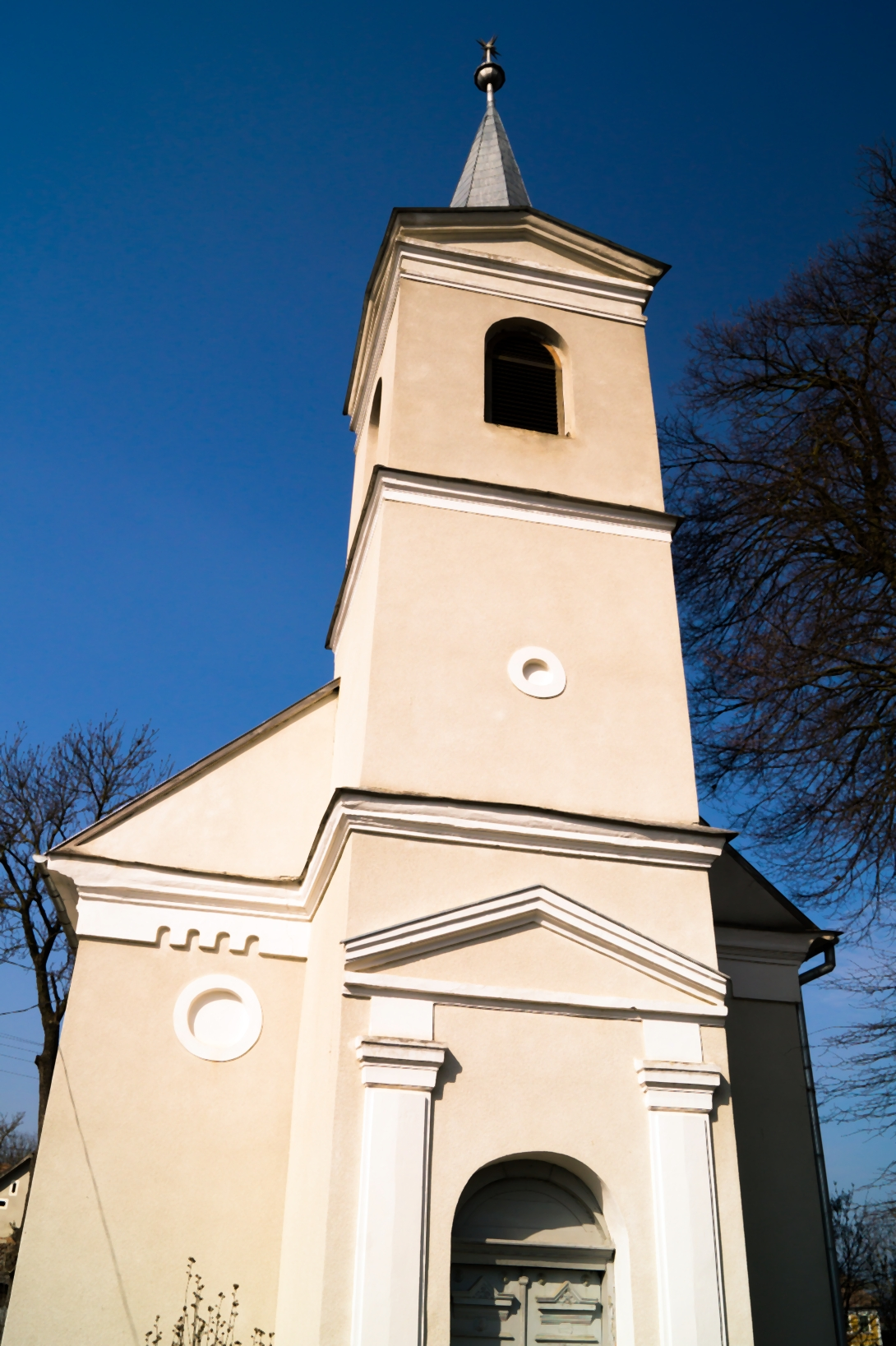
Református templom

## Híres emberek
- Itt született György László író.